# Lorenz Vogil
Der Dresdner Ratsherr und Bürgermeister Lorenz Vogil (auch Lorentz, Laurencz Vogel) lebte im 15. Jahrhundert.
Über die Herkunft und das Leben Vogels ist wenig bekannt. Erstmals findet sich sein Name im Zusammenhang mit einem Hauskauf in einem Eintrag vom 19. Dezember 1455 im Dresdner Stadtbuch. Ab 1458 gehörte er dem Stadtrat an und übernahm dort das Amt des Baumeisters. Damit war er für alle städtischen Bauvorhaben und die Verwaltung der ratseigenen Gebäude verantwortlich. 1463 wurde er zum Bürgermeister gewählt und taucht im Folgejahr letztmals als Ratsherr auf. 1465 wird er nochmals als Besitzer eines Hauses in der Zahnsgasse genannt.